# Radoslav Kováč
Radoslav Kováč (* 27. listopadu 1979 Šumperk) je český fotbalový trenér, který od léta 2024 trénuje prvoligový FC Slovan Liberec, a bývalý profesionální fotbalista, který hrával na pozici středního obránce. Hráčskou kariéru ukončil v květnu 2016 ve Spartě Praha. Mezi lety 2004 a 2009 odehrál také 30 utkání v dresu české reprezentace, v nichž vstřelil 2 branky. Je mistrem Evropy hráčů do 21 let z roku 2002. Mimo ČR působil na klubové úrovni v Rusku, Anglii a Švýcarsku.
Od června 2020 do června 2021 byl hlavním trenérem SFC Opava. V červnu 2022 se stal trenérem FC Silon Táborsko. V září téhož roku skončil v Táborsku, když odešel trénovat Pardubice

## Klubová kariéra
Kováč začínal s fotbalem v Loučné nad Desnou, později hrál za TJ Šumperk. Po ukončení studia na Střední průmyslové škole strojnické Olomouc v roce 1998 začal hrát v Gambrinus lize za místní SK Sigma Olomouc. Za Sigmu odehrál během osmi let 127 zápasů a stal se oporou týmu.
Později přestoupil do Sparty Praha.
V březnu 2005 odešel za 100 000 000 Kč do Spartaku Moskva.
Po 4 letech v ruském klubu jej získal anglický West Ham United FC, kde působil 2 roky.
V létě 2011 přestoupil do švýcarského klubu FC Basilej, kde ale nebyl příliš často nasazován.

### Slovan Liberec
Koncem roku 2012 se rozhodl k návratu do ČR a podepsal smlouvu s mistrem ze sezóny 2011/12 Slovanem Liberec, která nabyla platnosti od 1. ledna 2013. V týmu převzal kapitánskou pásku. První ligový zápas v novém působišti odehrál 23. února 2013 v derby proti hostujícímu Jablonci, střetnutí skončilo výhrou Liberce 1:0. V ligovém utkání sezóny 2013/14 13. srpna 2013 vstřelil gól hostující Viktorii Plzeň, oba týmy si po remíze 1:1 body rozdělily. Byl to jeho premiérový ligový gól za Liberec. V téže sezóně se ze druhého předkola probojoval s klubem do základní skupiny Evropské ligy (kde se tým střetl se španělskou Sevillou, německým Freiburgem a portugalským Estorilem). V ní vstřelil 3. září 2013 vítězný gól v domácím utkání proti portugalskému celku GD Estoril Praia, Liberec zvítězil 2:1 a nakonec si společně se Sevillou vybojoval účast v jarní vyřazovací fázi Evropské ligy na úkor Estorilu a Freiburgu. V lednu 2014 podepsal s předstihem dvouletou smlouvu s AC Sparta Praha platnou od července 2014. Smlouva s Libercem mu končila v červnu 2014, nepřijal tak novou roční smlouvu, kterou mu klub nabízel. Zájem o jeho angažování měly ještě kluby SK Sigma Olomouc a FK Baumit Jablonec. Pražský klub mu nabídl práci i po ukončení aktivní hráčské kariéry.

### Sparta Praha (návrat)
První soutěžní zápas po návratu do Sparty absolvoval v červencové odvetě 2. předkola Ligy mistrů UEFA 2014/15 proti estonskému klubu FC Levadia Tallinn (remíza 1:1). Sparta s celkovým skóre 8:1 postoupila do 3. předkola. Výraznou stopu zanechal v prvním utkání druhého předkola LM na Letné 29. července 2014 proti švédskému Malmö FF, nejprve tečoval střelu Emila Forsberga za záda brankáře Davida Bičíka, a ve druhém poločase protlačil míč po závaru ve vápně do správné brány, pomohl tím k obratu na konečných 4:2 pro Spartu.
V sezóně 2015/16 se stal až pátým stoperem, kvůli zraněním a vykartování hráčů ale nastoupil v Evropské lize 2015/16, kde se Sparta dostala do čtvrtfinále, v němž vypadla se španělským Villarrealem.
V květnu 2016 po sezóně 2015/16 Synot ligy ukončil profesionální hráčskou kariéru.

## Reprezentační kariéra

### Mládežnické výběry

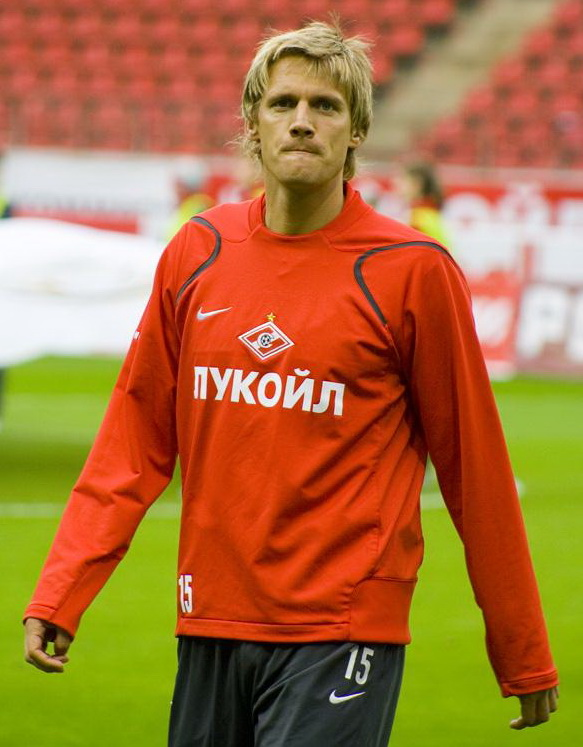
Radoslav Kováč v dresu moskevského Spartaku.

Radoslav Kováč nastoupil za několik mládežnických výběrů České republiky. Za reprezentaci do 18 let odehrál jediné přátelské utkání s Itálií (domácí výhra ČR 3:0), za reprezentaci do 20 let taktéž jeden přátelský zápas (domácí výhra 5:1, vstřelil 1 gól) a za reprezentaci do 21 let absolvoval 15 zápasů s bilancí 10 výher, 2 remízy a 3 prohry (gól nezaznamenal).
Radoslav Kováč odehrál 3 zápasy za reprezentační výběr ČR do 23 let na letních olympijských hrách 2000 v Sydney, kde české mužstvo obsadilo se 2 body za dvě remízy poslední čtvrté místo v základní skupině C. (postupně remíza 2:2 s USA, prohra 2:3 s Kuvajtem a remíza 1:1 s Kamerunem), gól nevstřelil.

### A-mužstvo
První zápas v A-mužstvu české reprezentace absolvoval Radoslav Kováč 9. října 2004 proti Rumunsku, toto kvalifikační utkání na MS 2006 český celek vyhrál na domácím stadionu na Letné 1:0.
Svůj první gól v reprezentačním dresu si připsal dne 28. března 2007 na stadionu u Nisy (Liberec) v domácím kvalifikačním utkání proti Kypru, ve 22. minutě skóroval ze hry a zápas rozhodl.
Účast Radoslava Kováče na vrcholových turnajích:
- MS 2006 v Německu
- ME 2008 v Rakousku a Švýcarsku

V březnu 2007 prošel aférou, kdy se po prohraném kvalifikačním zápase o ME s Německem (24. března Praha na Letné 1:2) skupina fotbalistů odebrala k "oslavě" při společnosti mladých dam.[zdroj?] To neuniklo pozornosti fotografů a sponzoři reprezentace poté tlačili na ČMFS, že takto by se reprezentanti neměli chovat, i když mají "po pracovní době". Posledním reprezentačním zápasem byl nepovedený kvalifikační duel na mistrovství světa 2010, který se konal 1. dubna 2009 v Praze na Letné. Jednalo se o duel se Slovenskem, kde Slovensko vyhrálo 2:1. Po tomto zápase došlo k výměně trenéra národního mužstva, a po "zemětřesení" v národním mužstvu nový svazový trenér Ivan Hašek ho již nepovolal.

### Reprezentační góly a zápasy
Zápasy Radoslava Kováče v A-mužstvu české reprezentace 
| Rok    | Zápasy | Góly |
| ------ | ------ | ---- |
| 2004   | 2      | 0    |
| 2005   | 3      | 0    |
| 2006   | 7      | 0    |
| 2007   | 9      | 1    |
| 2008   | 7      | 1    |
| 2009   | 2      | 0    |
| Celkem | 30     | 2    |

Reprezentační góly Radoslava Kováče za A-mužstvo české reprezentace 
| Gól | Datum        | Stadion                                 | Soupeř     | Skóre (min.) | Výsledek | Soutěž                   |
| --- | ------------ | --------------------------------------- | ---------- | ------------ | -------- | ------------------------ |
| 010 | 028. 3. 2007 | Stadion u Nisy, Liberec                 | Kypr       | 01:0 0(22.)  | 1:0      | Kvalifikace na Euro 2008 |
| 02  | 19. 11. 2008 | Stadio Olimpico, Serravalle, San Marino | San Marino | 00:1 0(47.)  | 0:3      | Kvalifikace na MS 2010   |

## Trenérská kariéra
Po ukončení své hráčské kariéry působil jako asistent ve Spartě.

### SFC Opava
V červnu 2020 se Kováč spolu s Aloisem Skácelem stali novými trenéry prvoligového fotbalového celku Slezský FC Opava. U posledního týmu tabulky nahradili odvolaného Jiřího Balcárka. Z posledních čtyř zápasů v sezóně získala Opava 5 bodů a z důvodu nedohrání skupiny o udržení z ligy nikdo nesestoupil. V následující sezóně ale skončila Opava na poslední 18. příčce a sestoupila do druhé ligy. Kováč v klubu v červnu 2021 po sezóně skončil.

### Táborsko
V červnu 2022 se Kováč stal hlavním trenérem druholigového Táborska. Na lavičce klubu ale odtrénoval jen 9 utkání s bilancí 3 výhry, 2 remízy a 4 prohry a v září se přesunul do prvoligových Pardubic.

### Pardubice
V září 2022 podepsal dvouletou smlouvu s Pardubicemi. Kováč nahradil na lavičce dvojici dlouholetých trenérů Jiří Krejčí, Jaroslav Novotný, které vedení odvolalo po pěti kolech, v nichž získaly Pardubice tři body. Ve své první sezóně na lavičce Pardubic skončil s týmem na konečné 14. příčce v české nejvyšší soutěži a o udržení tak museli zabojovat v baráži. V ní byly Pardubice úspěšné, po výsledcích 2:0 a 0:0 proti Příbrami zůstaly prvoligové.
Před sezónou 2023/24 prodloužil svou smlouvu s Pardubicemi do roku 2025. Kováč tým postupně herně pozvedl, nicméně v podzimní části sezóny se klubu nedařilo výsledkově. V prosinci 2023 ústně sdělil rezignaci pardubickému vedení, ale k jejímu písemnému oficiálnímu podání nedošlo. Jedním z důvodů nečekaného rozhodnutí byly neshody Kováče s vedením Pardubic ohledně složení realizačního týmu.

### Slovan Liberec
V létě 2024 se Kováč stal novým trenérem Slovanu Liberec.